# Liste des épisodes de Sons of Anarchy

Cet article recense la liste des épisodes de la série télévisée Sons of Anarchy.

## Saisons

### Première saison (2008)
| Numéros (Saisons) | Titres                                       | Réalisateurs                   | Scénaristes                  | Diffusion américaine |
| --- | -------------------------------------------- | ------------------------------ | ---------------------------- | -------------------- |
| 1 (1-01) | Une vie de chaos (Pilot)                     | Allen Coulter & Michael Dinner | Kurt Sutter                  | 3 septembre 2008     |
| L'entrepôt où les Sons of Anarchy, gang de bikers de Californie, stockent leurs armes importées d'Irlande, explose à cause d'un raid d'un gang rival. Clay Morrow, le Président, et Jax Teller, le Vice-Président, doivent à la fois gérer le Club, les relations avec les policiers, agents fédéraux et clubs rivaux, mais aussi les problèmes familiaux, notamment lorsque le fils de Jax nait grand prématuré. |                                              |                                |                              |                      |
| 2 (1-02) | Le Sang et les Balles (Seeds)                | Charles Haid                   | Kurt Sutter                  | 10 septembre 2008    |
| Pendant que le Club doit gérer les conséquences de la destruction de leur entrepôt, le Chef Adjoint de la Police de Charming, David Hale, a décidé d'en finir avec SAMCRO. Jax continue de se faire du souci pour l'avenir de son fils nouveau-né, mais il s'interroge aussi sur la façon brutale dont le Club gère ses affaires. Des difficultés financières obligent Opie à faire un choix cornélien.           |                                              |                                |                              |                      |
| 3 (1-03) | Chasse à l'homme (Fun Town)                  | Stephen Kay                    | Kurt Sutter                  | 17 septembre 2008    |
| Quand la fille adolescente d'un habitant de Charming se fait agresser à une fête foraine, SAMCRO doit prendre la police de vitesse pour trouver le responsable. Pendant ce temps, une nouvelle cargaison d'armes arrive en provenance d'Irlande. |                                              |                                |                              |                      |
| 4 (1-04) | Unification (Patch Over)                     | Paris Barclay                  | James D. Parriott            | 24 septembre 2008    |
| Le Club fait le voyage au Nevada pour aider un gang ami, les Devil's Tribe. Mais lorsque les Mayans cherchent l'affrontement, Clay décide d'une "Unification" et fait du gang ami un nouveau chapitre des Sons of Anarchy. Un agent fédéral s'intéresse de près à SAMCRO. |                                              |                                |                              |                      |
| 5 (1-05) | Retour de Flammes (Giving Back)              | Tim Hunter                     | Jack LoGiudice               | 1er octobre 2008     |
| Gemma organise une collecte de fonds pour les écoles de Charming, ce qui amène un ex-membre des Sons à revenir en ville, après son exclusion pour avoir trahi Opie et l'avoir envoyé Opie en prison. Les relations avec Jax et Opie s'en trouvent très compliquées. Clay doit protéger un ex-taulard pervers, tandis que l'Agent Kohn poursuit ses investigations.                                                |                                              |                                |                              |                      |
| 6 (1-06) | Frères d'armes (AK-51)                       | Seith Mann                     | Nichole Beattie              | 8 octobre 2008       |
| Une petite faveur à un ancien compagnon d'armes de Piney se transforme en gros problèmes pour SAMCRO. Avec Clay en prison, Jax doit s'émanciper et prendre en main les affaires du Club. |                                              |                                |                              |                      |
| 7 (1-07) | Notre parole, notre honneur (Old Bones)      | Gwyneth Horder-Payton          | Dave Erickson                | 15 octobre 2008      |
| Quand d'anciens cadavres sont déterrés dans les alentours de Charming, Clay est obligé de traiter avec de vieux démons. Le Club supporte Mi-Couilles dans des combats de boxe, tandis que les investigations de l'Agent Kohn deviennent très personnelles. |                                              |                                |                              |                      |
| 8 (1-08) | Bloody Sunday (The Pull)                     | Guy Ferland                    | Kurt Sutter & Jack LoGiudice | 22 octobre 2008      |
| Le paiement des armes à l'IRA prend du retard, et SAMCRO doit trouver rapidement de l'argent frais. Mayans et Nords renforcent leur alliance, alors que Jax se retrouve dans une situation délicate avec Tara. |                                              |                                |                              |                      |
| 9 (1-09) | Descente aux Enfers (Hell Followed)          | Billy Geirhart                 | Brett Conrad                 | 29 octobre 2008      |
| SAMCRO organise sa vengeance contre un gang rival tout en s'occupant d'un allié blessé. Pendant ce temps, Jax, Opie et Bobby cherchent à solder une dette pour de bon. |                                              |                                |                              |                      |
| 10 (1-10) | Épouses et concubines (Better Half)          | Mario Van Peebles              | Pat Charles                  | 5 novembre 2008      |
| Lorsque l'Agent Stahl met la pression sur les femmes de SAMCRO, Jax voit dans le Chef Unser la solution à ce harcèlement. Tara est toujours perturbée par l'affaire Kohn, tandis que Cherry donne à Gemma des détails sur son passé. |                                              |                                |                              |                      |
| 11 (1-11) | Le Piège (Capybarra)                         | Stephen Kay                    | Kurt Sutter & Dave Erickson  | 12 novembre 2008     |
| Lorsqu'un membre de SAMCRO est arrêté pour meurtre et un autre est manquant, Jax doit choisir entre amitié et bien du Club. Abel prend des forces et s'apprête à sortir bientôt de l'hôpital, mais il n'est pas le seul à revenir chez lui. |                                              |                                |                              |                      |
| 12 (1-12) | Protéger les innocents (The Sleep of Babies) | Terrence O'Hara                | Kurt Sutter                  | 19 novembre 2008     |
| Pour trouver de l'argent afin de défendre Bobby, Clay met le Club dans une position délicate. Ce qui devait être une sortie heureuse de la maternité pour Abel se change en tourmente. |                                              |                                |                              |                      |
| 13 (1-13) | Le Vent de la colère (The Revelator)         | Kurt Sutter                    | Kurt Sutter                  | 26 novembre 2008     |
| Au seuil d'une grande tragédie, les membres du Club doivent réévaluer leurs liens fraternels. |                                              |                                |                              |                      |

### Deuxième saison (2009)
| Numéros (Saisons) | Titres                                              | Réalisateurs          | Scénaristes                                           | Diffusion américaine |
| --- | --------------------------------------------------- | --------------------- | ----------------------------------------------------- | -------------------- |
| 14 (2-01) | Le Masque de la haine (Albification)                | Guy Ferland           | Kurt Sutter                                           | 8 septembre 2009     |
| Le Club se déchire après la mort de Donna, et Clay en profite pour négocier un nouveau marché avec les Irlandais. Pendant ce temps, un groupe de séparatistes blancs prend pied à Charming et menace bien plus que le simple contrôle de SAMCRO sur la ville.                                |                                                     |                       |                                                       |                      |
| 15 (2-02) | Les Associés (Small Tears)                          | Stephen Kay           | Jack LoGiudice                                        | 15 septembre 2009    |
| À la suite d'un événement traumatisant, Gemma est incapable d'en parler à Clay ou Jax. Un producteur rival tente d'écarter Luann du cinéma pornographique, et Clay fait une exception lorsque Jax conteste ses décisions.                                                                    |                                                     |                       |                                                       |                      |
| 16 (2-03) | Le Mal par le mal (Fix)                             | Gwyneth Horder-Payton | Dave Erickson                                         | 22 septembre 2009    |
| Zobelle concocte un problème temporaire pour Hale afin de diminuer l'influence de SAMCRO. Le secret de Gemma met en péril son mariage, et l'implication de Jax dans le business de Luann implique jusqu'à Tara. Clay demande à Bobby de gérer les comptes du studio Caracara.                |                                                     |                       |                                                       |                      |
| 17 (2-04) | Eureka (Eureka)                                     | Guy Ferland           | Kurt Sutter & Brett Conrad                            | 29 septembre 2009    |
| Les tensions entre Clay et Jax montent d'un cran lorsqu'ils s'affrontent sur le meilleur moyen de secourir Tig, capturé par des chasseurs de primes. De retour à Charming, Gemma se prend en main pour surmonter son traumatisme.                                                            |                                                     |                       |                                                       |                      |
| 18 (2-05) | Représailles (Smite)                                | Terrence O'Hara       | Chris Collins                                         | 6 octobre 2009       |
| Charming est de moins en moins sûre quand la Ligue nationaliste trouve de nouveaux moyens de provoquer SAMCRO. Les efforts de Tara pour aider Gemma sont très appréciés. |                                                     |                       |                                                       |                      |
| 19 (2-06) | État critique (Faix Celebri)                        | Billy Gierhart        | Regina Corrado                                        | 13 octobre 2009      |
| Incité par Zobelle, Clay décide d'un raid de représailles, ce qui force Jax à devenir un indic afin d'éviter la destruction du Club. Gemma montre à Tara comment une "officielle" doit gérer sa colère.                                                                                      |                                                     |                       |                                                       |                      |
| 20 (2-07) | Des lions en cages (Gilead)                         | Gwyneth Horder-Payton | Kurt Sutter & Chris Collins                           | 20 octobre 2009      |
| Avec presque tous ses membres en prison, le Club doit se faire de nouvelles alliances pour survivre. L'Agent Stahl utilise la prison pour tester la relation entre Clay et Jax. |                                                     |                       |                                                       |                      |
| 21 (2-08) | Le Schisme (Potlatch)                               | Paul Maibaum          | Kurt Sutter & Misha Green                             | 27 octobre 2009      |
| Les relations entre Zobelle et SAMCRO exacerbent les tensions au sein du Club, en particulier les liens Clay-Jax. Pour compliquer le tout, Clay offre un arrangement à Elliot Oswald, et la mystérieuse femme de Chibs débarque à Charming.                                                  |                                                     |                       |                                                       |                      |
| 22 (2-09) | Hallelujah (Fa Guan, en chinois mandarin : Le Juge) | Stephen Kay           | Brett Conrad & Liz Sagal                              | 3 novembre 2009      |
| Quand le studio porno devient un obstacle pour le Club, Clay veut en profiter pour raviver le trafic d'armes. Les tensions entre Clay et Jax atteignent leur paroxysme. |                                                     |                       |                                                       |                      |
| 23 (2-10) | Coup de tonnerre (Balm)                             | Paris Barclay         | Dave Erickson & Stevie Long                           | 10 novembre 2009     |
| L'Agent Stahl profite de la situation de SAMCRO. L'impasse dans laquelle se trouvent JAx et Clay force Gemma à prendre une décision difficile. |                                                     |                       |                                                       |                      |
| 24 (2-11) | Absolutions (Service)                               | Phil Abraham          | Brady Dahl, Cori Uchida, Kurt Sutter & Jack LoGiudice | 17 novembre 2009     |
| Chibs passe un accord secret pour protéger sa femme et sa fille, tandis qu'Opie recherche vengeance et représailles. |                                                     |                       |                                                       |                      |
| 25 (2-12) | L'Heure de la vengeance (The Culling)               | Gwyneth Horder-Payton | Kurt Sutter & Dave Erickson                           | 24 novembre 2009     |
| Toute la famille de SAMCRO vient au Club pour se protéger, tandis que Clay et Jax se préparent à affronter la Ligue. A.J. Weston apprend la vérité sur les affaires qu'Ethan Zobelle conduit à Charming. Suivant les conseils de Gemma, Tara consolide sa position à l'hôpital Saint Thomas. |                                                     |                       |                                                       |                      |
| 26 (2-13) | Na triobloidi (Les Troubles, en Gaélique irlandais) | Kurt Sutter           | Kurt Sutter                                           | 1er décembre 2009    |
| Pendant que SAMCRO tente de se débarrasser définitivement d'Ethan Zobelle et de la Ligue des suprémacistes blancs, de nouveaux défis apparaissent pour le Club. |                                                     |                       |                                                       |                      |

### Troisième saison (2010)
| Numéros (Saisons) | Titres                                                       | Réalisateurs          | Scénaristes                                 | Diffusion américaine |
| --- | ------------------------------------------------------------ | --------------------- | ------------------------------------------- | -------------------- |
| 27 (3-01) | La Mort dans l'âme (SO)                                      | Stephen Kay           | Kurt Sutter                                 | 7 septembre 2010     |
| Les suites de l'enlèvement d'Abel laissent les membres du Club choqués, en particulier Jax. Toujours en cavale, Gemma est frappée par des nouvelles inattendues sur son passé. Piney prend les choses en main pour les funérailles de Mi-Couilles. |                                                              |                       |                                             |                      |
| 28 (3-02) | Crime et châtiment (Oiled)                                   | Gwyneth Horder-Payton | Kurt Sutter & Dave Erickson                 | 14 septembre 2010    |
| Pour obtenir des infos sur Abel, SAMCRO aide un chasseur de primes à traquer un fugitif. Gemma doit gérer des problèmes familiaux. |                                                              |                       |                                             |                      |
| 29 (3-03) | Le Nettoyeur (Caregiver)                                     | Billy Gierhart        | Chris Collins & Regina Corrado              | 21 septembre 2010    |
| Le Club utilise ses contacts dans l'industrie pornographique pour divertir l'un de ses clients, Henry Lin. Mais cela ne plaît pas à tout le monde.                                                                                                 |                                                              |                       |                                             |                      |
| 30 (3-04) | Auprès des miens (Home)                                      | Guy Ferland           | Kurt Sutter & Liz Sagal                     | 28 septembre 2010    |
| SAMCRO monte au Nord pour aider Happy sur un problème pharmaceutique. Gemma doit gérer les problèmes familiaux. |                                                              |                       |                                             |                      |
| 31 (3-05) | Pacte avec le diable (Turning and Turning)                   | Gwyneth Horder-Payton | Dave Erickson & Marco Ramirez               | 5 octobre 2010       |
| Pour aider sa mère, son fils et son Club, Jax fait un marché avec une source peu fiable. Le Club met Chucky sous couverture. |                                                              |                       |                                             |                      |
| 32 (3-06) | L'union fait la force (The Push)                             | Stephen Kay           | Chris Collins & Julie Bush                  | 12 octobre 2010      |
| Pour protéger leur territoire, les Sons doivent s'occuper d'un traître à Saint Thomas. |                                                              |                       |                                             |                      |
| 33 (3-07) | Hors-la-loi (Widening Gyre)                                  | Billy Gierhart        | Kurt Sutter & Regina Corrado                | 19 octobre 2010      |
| Les Grim Bastards ont un gros problème, qui pourrait compromettre les nouveaux marchés passés par SAMCRO. |                                                              |                       |                                             |                      |
| 34 (3-08) | Lochan Mor (Lochan Mór, Grand Loch en Gaélique irlandais)    | Guy Ferland           | Dave Erickson, Liz Sagal & Kurt Sutter      | 26 octobre 2010      |
| Quand SAMCRO rend une visite au chapitre de Belfast, en Irlande du Nord, tout le monde n'est pas ravi de voir débarquer la Maison Mère. |                                                              |                       |                                             |                      |
| 35 (3-09) | Sous le choc (Turas, Voyage en Gaélique irlandais)           | Stephen Kay           | Chris Collins, Brady Dahl & Kurt Sutter     | 2 novembre 2010      |
| Le Club s'occupe d'un run de protection, le genre de run qu'ils n'avaient encore jamais fait. |                                                              |                       |                                             |                      |
| 36 (3-10) | L'Adieu aux traîtres (Fírinne, Vérité en Gaélique irlandais) | Gwyneth Horder-Payton | Kurt Sutter & Vaun Wilmott                  | 9 novembre 2010      |
| L'IRA réclame des preuves que l'un des leurs est un traitre, et SAMCRO se fait un devoir de les leur donner. |                                                              |                       |                                             |                      |
| 37 (3-11) | L'Échange (Bainne, Lait en Gaélique irlandais)               | Adam Arkin            | Dave Erickson, Regina Corrado & Kurt Sutter | 16 novembre 2010     |
| Pendant que le Club se lance dans une chasse à l'homme, Jax doit prendre la décision la plus difficile de sa vie. |                                                              |                       |                                             |                      |
| 38 (3-12) | La Faucheuse (June Wedding)                                  | Phil Abraham          | Chris Collins & Kurt Sutter                 | 23 novembre 2010     |
| Un membre de la famille de SAMCRO est retenu en otage et Jax doit choisir entre la vengeance et le bien de Charming. |                                                              |                       |                                             |                      |
| 39 (3-13) | Le Crépuscule du prince (NS)                                 | Kurt Sutter           | Kurt Sutter & Dave Erickson                 | 30 novembre 2010     |
| SAMCRO doit guérir de vieilles blessures et solder ses comptes, alors que l'ATF et la mafia russe se mettent en travers de leur chemin. |                                                              |                       |                                             |                      |

### Quatrième saison (2011)
| Numéros (Saisons) | Titres                                   | Réalisateurs          | Scénaristes                                 | Diffusion américaine |
| --- | ---------------------------------------- | --------------------- | ------------------------------------------- | -------------------- |
| 40 (4-01) | Liberté conditionnelle (Out)             | Paris Barclay         | Kurt Sutter                                 | 6 septembre 2011     |
| Après 14 mois passés derrière les barreaux les Sons of Anarchy sortent de prison et ne perdent pas de temps pour recommencer leur magouilles. |                                          |                       |                                             |                      |
| 41 (4-02) | Poussière d'ange (Booster)               | Guy Ferland           | Dave Erickson & Chris Collins               | 13 septembre 2011    |
| Clay impose à SAMCRO un vote qui pourrait enterrer litteralement le club. |                                          |                       |                                             |                      |
| 42 (4-03) | Dorylus (Dorylus)                        | Peter Weller          | Regina Corrado & Liz Sagal                  | 20 septembre 2011    |
| Alors que les Sons sont dans une impasse avec leur armes le shérif Eli Roosevelt fait pression sur Juice. |                                          |                       |                                             |                      |
| 43 (4-04) | Faire parler la poudre (Una Venta)       | Billy Gierhart        | Kurt Sutter & Marco Ramirez                 | 27 septembre 2011    |
| Les Sons rendent visite à leur chapitre en Arizona mais le sergent d'armes et le vice-président leur cachent quelque chose. |                                          |                       |                                             |                      |
| 44 (4-05) | Par le feu... (Brick)                    | Paris Barclay         | Dave Erickson & Brady Dahl                  | 4 octobre 2011       |
| Alors que le couple Lyla/Opie bat de l'aile, un membre de SAMCRO est impliqué dans un vol. Piney menace Clay de produire des lettres montrant qu'il a tué John Teller, s'il n'arrête pas le trafic de drogue. Clay et Gemma demandent à Unser, l'ancien shérif, de voler ces lettres à Tara. Otto exige que SAMCRO punisse l'assassin de Luann. |                                          |                       |                                             |                      |
| 45 (4-06) | La Menace fantôme (With an X)            | Guy Ferland           | Chris Collins & Regina Corrado              | 11 octobre 2011      |
| Dawn, la fille de Tig, arrive à Charming. SAMCRO tente de trouver le voleur de cocaïne. |                                          |                       |                                             |                      |
| 46 (4-07) | Gibier de potence (Fruit for the Crows)  | Gwyneth Horder-Payton | Kurt Sutter & Liz Sagal                     | 18 octobre 2011      |
| Les Mayans et les Sons sont en pleins business lorsque le cartel débarque, Jax les prend en chasse. |                                          |                       |                                             |                      |
| 47 (4-08) | Du plomb dans la tête (Family Recipe)    | Paul Maibaum          | Dave Erickson & Brady Dahl                  | 25 octobre 2011      |
| Les Lobos Sonora débarquent au Q.G des Sons et tirent sur tout ce qui bouge, dans un autre temps Clay va faire quelque chose de vraiment horrible. |                                          |                       |                                             |                      |
| 48 (4-09) | Le Baiser du tueur (Kiss)                | Billy Geirhart        | Regina Corrado & Marco Ramirez              | 1er novembre 2011    |
| Les One-Niners ont établi de nouvelles alliances qui pourraient compliquer les plans de SAMCRO. |                                          |                       |                                             |                      |
| 49 (4-10) | Hors de contrôle (Hands)                 | Peter Weller          | Chris Collins & David Labrava & Kurt Sutter | 8 novembre 2011      |
| Alors que Jax et Tara partent pour une virée, leur passé les rattrape à grands pas, Clay perd totalement les pédales et commence à s'enfoncer petit à petit. |                                          |                       |                                             |                      |
| 50 (4-11) | Jeu de Guerre (Call of Duty)             | Gwyneth Horder-Payton | Liz Sagal & Gladys Rodriguez                | 15 novembre 2011     |
| Alors que les Sons sont en pleine guerre, Wendy Case revient a Charming mais ce retour n'est pas du goût de tout le monde. |                                          |                       |                                             |                      |
| 51 (4-12) | Esprits vengeurs (Burnt and Purged Away) | Paris Barclay         | Kurt Sutter & Dave Erickson                 | 22 novembre 2011     |
| Otto renie le club et fait arrêter Bobby. Clay prépare la rencontre entre l'IRA et le cartel Gallindo. Opie perd toute confiance dans SAMCRO et Jax et veut se venger. |                                          |                       |                                             |                      |
| 52 (4-13) | Être (Partie 1) (To Be (Act 1))          | Kurt Sutter           | Kurt Sutter & Chris Collins                 | 29 novembre 2011     |
| Quand Tig prend en chasse les One-Niners, Jax lui lit les lettres de son père accusant Clay de l'avoir tué. |                                          |                       |                                             |                      |
| 53 (4-14) | Être (Partie 2) (To Be (Act 2))          | Kurt Sutter           | Kurt Sutter & Chris Collins                 | 6 décembre 2011      |
| Alors que le RICO est en place une chose va tout mettre en l'air. Jax rend visite à Clay à l’hôpital et lui dit qu'il sait pour les lettres |                                          |                       |                                             |                      |

### Cinquième saison (2012)
| Numéros (Saisons) | Titres                                  | Réalisateurs          | Scénaristes                                 | Diffusion américaine |
| --- | --------------------------------------- | --------------------- | ------------------------------------------- | -------------------- |
| 54 (5-01) | Le Règne de la violence (Sovereign)     | Paris Barclay         | Kurt Sutter                                 | 11 septembre 2012    |
| Le règne de Jax a commencé. Clay se remet doucement de ses blessures et cherche sa place au sein du club, pendant que le SAMCRO gère les violentes représailles d'un nouvel ennemi à la suite du meurtre de Veronica Pope. De leur côté, Gemma fait une rencontre intéressante, et Opie, qui a toujours du mal à accepter le meurtre de son père, préfère s'éloigner de SAMCRO pendant un moment. |                                         |                       |                                             |                      |
| 55 (5-02) | Sauver son clan (Authority Vested)      | Peter Weller          | Regina Corrado                              | 18 septembre 2012    |
| Jax, Chibs et Tig tentent d'assurer leur protection en prison avant d'y être embarqués. Alors qu'Opie ne sait toujours pas s'il veut continuer à faire partie du club, Clay lui rend visite et parvient à lui faire prendre une décision. Tig de son côté doit retrouver son autre fille, Fawn, afin de la mettre en sécurité et Jax propose à Tara de se marier sans plus attendre.              |                                         |                       |                                             |                      |
| 56 (5-03) | Le Sacrifié (Laying Pipe)               | Adam Arkin            | Kem Nunn & Liz Sagal & Kurt Sutter          | 25 septembre 2012    |
| Quatre des Sons sont derrière les barreaux, entourés d'ennemis. Damon Pope veut passer un marché avec Jax : la mort d'un des Sons pour le Niner et le flic qu'ils ont tués. Tara et Gemma continuent leur guerre de pouvoir, pendant que Clay mène l'enquête pour savoir qui est l'amant de sa femme.                                                                                             |                                         |                       |                                             |                      |
| 57 (5-04) | Hommage au guerrier (Stolen Huffy)      | Paris Barclay         | Chris Collins                               | 2 octobre 2012       |
| Gemma se retrouve en prison après une descente de police dans le bordel de Nero. Wendy l'aide et essaie de la convaincre de lui céder la garde d'Abel. Pendant ce temps, Jax rend un service à Nero, qui pourrait devenir un partenaire potentiel, et une veillée est organisée en l'honneur de l'un des Sons, tombé pour le club.                                                                |                                         |                       |                                             |                      |
| 58 (5-05) | Bons baisers de Venus (Orca Shrugged)   | Gwyneth Horder-Payton | Regina Corrado & Kurt Sutter                | 9 octobre 2012       |
| Le club est d'accord pour faire affaire avec Nero, Jax essaie alors de convaincre le Maire de lui louer l'ancienne loge des Elks, mais il refuse, ce qui ne le fait pas partir gagnant pour les prochaines élections... La réunion entre les Irlandais, le Cartel et le club a enfin lieu. |                                         |                       |                                             |                      |
| 59 (5-06) | Divisions (Small World)                 | Adam Arkin            | Roberto Patino                              | 16 octobre 2012      |
| Pope fait une proposition à Jax qui pourrait apporter au club énormément d'argent mais aussi beaucoup d'ennuis, et lui dévoile, en guise de bonne foi, l'identité du gardien responsable de la mort d'Opie. Tara essaie de convaincre Otto de revenir sur son témoignage, et lorsque la situation tourne mal, Gemma n'a d'autre choix que de demande de l'aide à Clay.                            |                                         |                       |                                             |                      |
| 60 (5-07) | Sans foi ni loi (Toad's Wild Ride)      | Peter Weller          | Kurt Sutter & Chris Collins                 | 23 octobre 2012      |
| L'enquête sur les attaques amène Jax et le club à penser que les responsables sont les Nomades. Jax et Tara décident de passer quelques jours à la cabane et confient leurs enfants à Gemma, mais cela va créer de gros problèmes. |                                         |                       |                                             |                      |
| 61 (5-08) | La Brebis galeuse (Ablation)            | Karen Gaviola         | Mike Daniels                                | 30 octobre 2012      |
| Juice, qui a caché beaucoup de choses au club, dévoile enfin un secret à Clay. À la suite de l'accident de voiture de Gemma, Clay se voit obligé de mentir pour protéger cette dernière. Le club essaie de trouver le deuxième tireur qui s'en est pris à Jax et Chibs, et Nero remet en doute son partenariat avec le SAMCRO à la suite des derniers incidents.                                  |                                         |                       |                                             |                      |
| 62 (5-09) | La Traque (Andare Pescare)              | Billy Gierhart        | Liz Sagal & Kurt Sutter                     | 6 novembre 2012      |
| Le club pourchasse toujours le deuxième tireur, et Clay espère bien mettre la main dessus avant eux pour le faire taire. Pendant ce temps, Tara essaie une nouvelle fois de pousser Otto à changer son témoignage, et Gemma et Nero continuent de se fréquenter malgré l'interdiction de Jax. |                                         |                       |                                             |                      |
| 63 (5-10) | Crucifixion (Crucifixed)                | Guy Ferland           | Kem Nunn                                    | 13 novembre 2012     |
| Jax apprend que l'un des Sons a trahi le club, et lui propose de se racheter avec une nouvelle mission. Le tueur d'Opie sort de prison et le club le traque afin d'en finir avec cette vengeance, mais celui-ci s'avère être sous protection rapprochée. Pendant ce temps, Tara rend un dernier et sanglant service à Otto, et Gemma continue de se rapprocher de Clay.                           |                                         |                       |                                             |                      |
| 64 (5-11) | Armes fatales (To Thine Own Self)       | Paris Barclay         | Mike Daniels, John Barcheski et Kurt Sutter | 20 novembre 2012     |
| Le temps presse, et Tara demande à Jax de prendre au plus vite une décision quant à leur avenir. Pendant que Gemma continue de se rapprocher de Clay, ce qui met en péril sa relation avec Nero, Otto reçoit une visite inattendue en prison, et le Diosa rouvre ses portes. |                                         |                       |                                             |                      |
| 65 (5-12) | De sang et d'encre (Darthy)             | Peter Weller          | Chris Collins et Kurt Sutter                | 27 novembre 2012     |
| Jax prend une décision qui pourrait changer les choses pour le club, au risque de perdre encore un de ses membres. Un membre des Sons fait une confession, et la décision du club face à cette révélation va être sans égal. Le Cartel veut une dernière livraison des Irlandais, mais le deal ne se passe pas comme prévu.                                                                       |                                         |                       |                                             |                      |
| 66 (5-13) | Le Prix de la haine (J'ai Obtenu Cette) | Kurt Sutter           | Kurt Sutter & Chris Collins                 | 4 décembre 2012      |
| Jax passe un marché douteux avec Pope afin d'assurer l'avenir de SAMCRO. Tara prend des décisions dans le dos de Jax pendant que Clay se prépare à quitter Charming. Gemma, qui doit prendre une décision difficile, tente le tout pour le tout afin de protéger ce qui lui appartient. |                                         |                       |                                             |                      |

### Sixième saison (2013)
| Numéros (Saisons) | Titres                                    | Réalisateurs          | Scénaristes                                  | Diffusion américaine |
| ----------------- | ----------------------------------------- | --------------------- | -------------------------------------------- | -------------------- |
| 67 (6-01)         | L'Ange de la mort (Straw)                 | Paris Barclay         | Kurt Sutter                                  | 10 septembre 2013    |
|                   |                                           |                       |                                              |                      |
| 68 (6-02)         | Sous le signe de la balance (One One Six) | Peter Weller          | Chris Collins & Adria Lang                   | 17 septembre 2013    |
|                   |                                           |                       |                                              |                      |
| 69 (6-03)         | Purge (Poenitentia)                       | Guy Ferland           | Charles Murray & Kurt Sutter                 | 24 septembre 2013    |
|                   |                                           |                       |                                              |                      |
| 70 (6-04)         | La Grande Faucheuse (Wolfsangel)          | Billy Gierhart        | Kurt Sutter & Kem Nunn                       | 1er octobre 2013     |
|                   |                                           |                       |                                              |                      |
| 71 (6-05)         | Le Roi fou (The Mad King)                 | Gwyneth Horder-Payton | Chris Collins, Roberto Patino et Kurt Sutter | 8 octobre 2013       |
|                   |                                           |                       |                                              |                      |
| 72 (6-06)         | Le Droit chemin (Salvage)                 | Adam Arkin            | Mike Daniels & Kurt Sutter                   | 15 octobre 2013      |
|                   |                                           |                       |                                              |                      |
| 73 (6-07)         | Mesures désespérées (Sweet and Vaded)     | Paris Barclay         | Kurt Sutter et Adria Lang                    | 22 octobre 2013      |
|                   |                                           |                       |                                              |                      |
| 74 (6-08)         | Fantômes (Los Fantasmas)                  | Peter Weller          | Roberto Patino et Adria Lang                 | 29 octobre 2013      |
|                   |                                           |                       |                                              |                      |
| 75 (6-09)         | Jean 8:32 (John 8:32)                     | Guy Ferland           | Kem Nunn et Kurt Sutter                      | 5 novembre 2013      |
|                   |                                           |                       |                                              |                      |
| 76 (6-10)         | L'Ombre chinoise (Huang Wu)               | Billy Gierhart        | Kurt Sutter et Charles Murray                | 12 novembre 2013     |
| ...               |                                           |                       |                                              |                      |
| 77 (6-11)         | Le Paradoxe du parrain (Aon Rud Persanta) | Peter Weller          | Chris Collins et Kurt Sutter                 | 19 novembre 2013     |
| ...               |                                           |                       |                                              |                      |
| 78 (6-12)         | Spirale (You Are My Sunshine)             | Paris Barclay         | Kem Nunn, Mike Daniels et Kurt Sutter        | 3 décembre 2013      |
| ...               |                                           |                       |                                              |                      |
| 79 (6-13)         | Le Sang d'une mère (A Mother's Work)      | Kurt Sutter           | Kurt Sutter et Chris Collins                 | 10 décembre 2013     |
| ...               |                                           |                       |                                              |                      |

### Septième saison (2014)
| Numéros (Saisons) | Titres                                         | Réalisateurs  | Scénaristes                      | Diffusion américaine |
| ----------------- | ---------------------------------------------- | ------------- | -------------------------------- | -------------------- |
| 80 (7-01)         | Le veuf noir (Black Widower)                   | Paris Barclay | Kurt Sutter                      | 9 septembre 2014     |
|                   |                                                |               |                                  |                      |
| 81 (7-02)         | La vengeance dans la peau (Toil And Till)      | Bill Gierhart | Charles Murray (II), Kurt Sutter | 16 septembre 2014    |
|                   |                                                |               |                                  |                      |
| 82 (7-03)         | Jeux de monstres (Playing With Monsters)       | Craig Yahata  | Kurt Sutter, Peter Elkoff        | 23 septembre 2014    |
|                   |                                                |               |                                  |                      |
| 83 (7-04)         | Agnus Dei (Poor Little Lambs)                  | Guy Ferland   | Kem Nunn, Kurt Sutter            | 30 septembre 2014    |
|                   |                                                |               |                                  |                      |
| 84 (7-05)         | Guerre totale (Some Strange Eruption)          | Peter Weller  | Kurt Sutter, Roberto Patino      | 7 octobre 2014       |
|                   |                                                |               |                                  |                      |
| 85 (7-06)         | Fumez-les tous ! (Smoke'em If You Got'em)      | Guy Ferland   | Kurt Sutter, Mike Daniels        | 14 octobre 2014      |
|                   |                                                |               |                                  |                      |
| 86 (7-07)         | Le maquereau chanteur (Greensleeves)           | Paris Barclay | Gladys Rodríguez, Kurt Sutter    | 21 octobre 2014      |
|                   |                                                |               |                                  |                      |
| 87 (7-08)         | Un membre de plus (The Separation Of Crows)    | ...           | ...                              | 29 octobre 2014      |
|                   |                                                |               |                                  |                      |
| 88 (7-09)         | Les chairs à vif (What A Piece Of Work Is Man) | ...           | ...                              | 5 novembre 2014      |
|                   |                                                |               |                                  |                      |
| 89 (7-10)         | A la régulière (Faith And Despondency)         | ...           | ...                              | 5 novembre 2014      |
| ...               |                                                |               |                                  |                      |
| 90 (7-11)         | A fleur de cuir (Suite of Woe)                 | ...           | ...                              | 19 novembre 2014     |
| ...               |                                                |               |                                  |                      |
| 91 (7-12)         | La rose rouge (Red Rose)                       | ...           | ...                              | 26 novembre 2014     |
| ...               |                                                |               |                                  |                      |
| 92 (7-13)         | A ceux qui restent (Papa's goods)              | ...           | ...                              | 3 décembre 2014      |
| ...               |                                                |               |                                  |                      |

## Diffusions internationales
- Australie : Showcase, channel 403 sur Foxtel, Austar, Optus TV
- Belgique : BeTV en première diffusion, Club RTL en seconde diffusion. 2BE pour la partie néerlandophone.
- Canada : Super Channel - Saison 1 sur Super Channel 4
- Danemark : TV 2 - Saison 1 commencée en février 2009
- Norvège : TV 2 - Début saison 1 sur TV2 Zebra le 18 février 2009
- France : M6, Série Club, W9
- Suisse : RTS 1